# Parafia Wniebowzięcia Najświętszej Maryi Panny w Raciborzu
Parafia Wniebowzięcia Najświętszej Maryi Panny – najstarsza raciborska parafia powstała przed 1246 rokiem, która swym zasięgiem obejmuje wiernych z centrum miasta, należąca do dekanatu raciborskiego leżącego w diecezji opolskiej.

## Historia
Miasto zostało wzmiankowane w 1217 roku jako założone na prawie flamandzkim przez księcia opolsko-raciborskiego Kazimierza I. Przed 1246 rokiem prawdopodobnie otrzymało prawo niemieckie wraz z kościołem parafialnym. Pierwszy proboszcz znany imiennie pojawił się w 1286 roku, a w 1416 roku przeniosła się tutaj kapituła kolegiacka, która dotychczas znajdowała się na zamku przy kaplicy pw. św. Tomasza Kantuaryjskiego.

## Kościół pw. Wniebowzięcia NMP

### Położenie
Kościół mieści się w południowym narożu rynku, gdzie zbiegają się ulice Mickiewicza i Nowa.

### Historia
Kościół według tradycji XVI-wiecznej pochodzi z początków XII wieku, a ufundowali go mieszczanie raciborscy. Budowla zachowała swój obecny kształt od czasu gruntownej przebudowy po pożarze w 1300 roku, a z tego okresu zachowała się główna bryła tworząca trójprzęsłową nawę w stylu gotyckim z zachowanym w prezbiterium sklepieniu krzyżowo-żebrowym. Wnętrze posiada wysmukłe proporcje dodatkowo podkreślone przez ostrołukowe otwory okienne z bogatymi maswerkami i laskowaniami. Oprócz tego kościół wielokrotnie ulegał zniszczeniu w wyniku wojen i pożarów, m.in.: w 1241 r., 1426 r., 1546 r., 1643 r., 1774, a szczególne zniszczenie przyniosła II wojna światowa w 1945 roku, kiedy to został zniszczony dach, hełm wieży i wnętrze wraz z tzw. polską kaplicą, gdzie znajdował się sarkofag świętobliwej Ofki, który został przeniesiony w 1819 roku z dawnego kościoła dominikanek. Kościół został odbudowany w latach 1948-1959.
Kościół jest w stylu gotyckim, lecz był wielokrotnie przekształcany. Kościół obchodził w 2005 roku 800-lecie swego istnienia.

### Proboszczowie
- ks. Bronisław Gałoński,
- ks. Jan Hajda,
- ks. Herbert Hlubek,
- ks. Stefan Pieczka,
- ks. Ginter Józef Kurowski
- ks. Marian Janusz Obruśnik

## Kościół pw. św. Jakuba Starszego

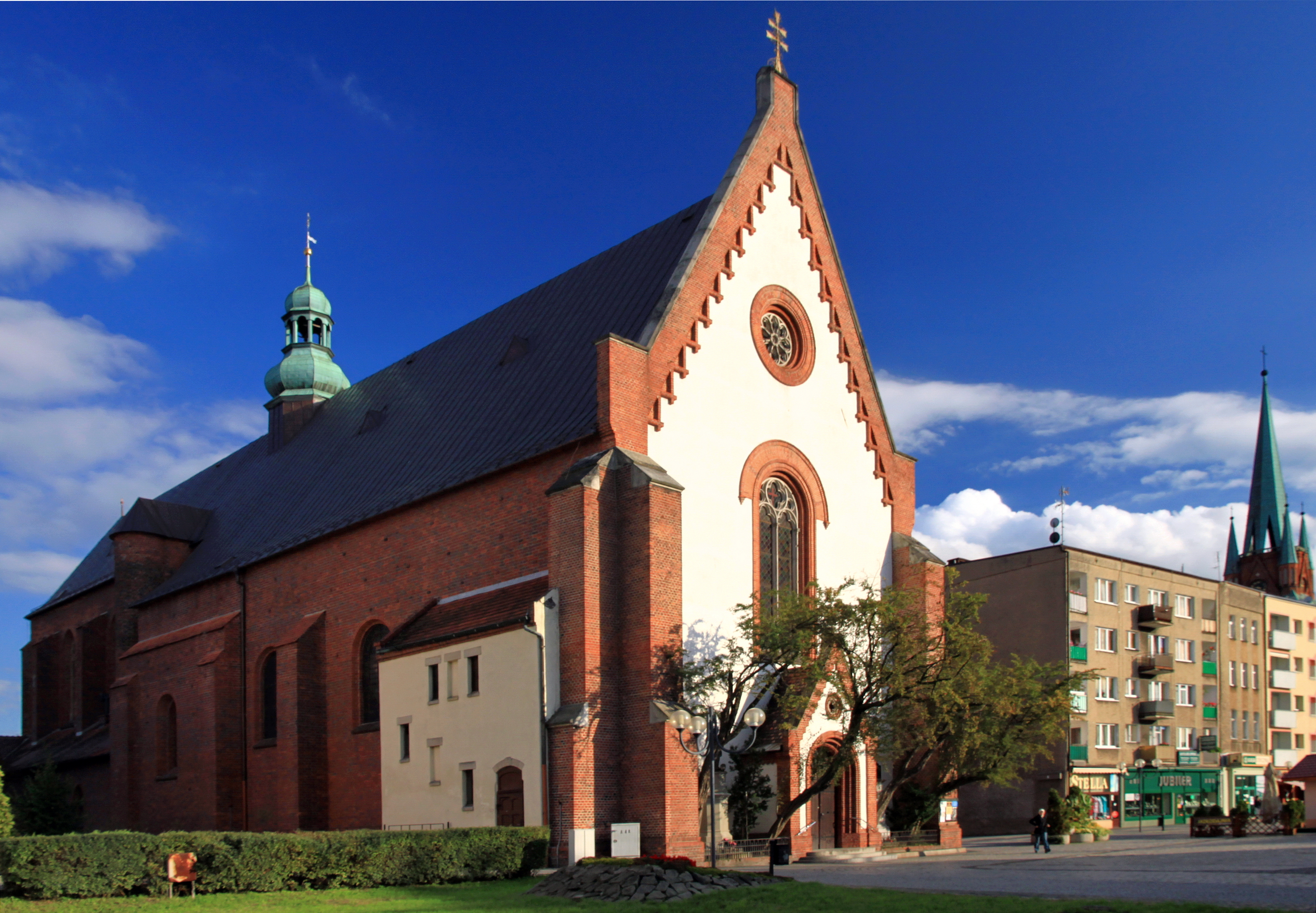
kościół pw. św. Jakuba Starszego

Oprócz kościoła pw. Wniebowzięcia Najświętszej Maryi Panny na terenie parafii znajduje się też kościół pw. św. Jakuba Starszego. Świątynia ta związana jest z klasztorem Dominikanów, który mieścił się na dzisiejszym placu Targowym. Obecna zakrystia stanowi część krużganka klasztornego. W latach 20. XIX wieku podczas sekularyzacji klasztor rozebrano. Zręby kościoła wskazują na pochodzenie z XIII wieku.
Obecny układ architektoniczny powstał około 1655 roku w wyniku odbudowy po pożarze z 1637 roku. Data odbudowy wraz z herbem Odrowążów, z których wywodzą się śląscy dominikanie – św. Jacek i błogosławiony Czesław  widnieją na kamiennej ościeżnicy drzwi prowadzących od północnej strony na chór.
W wyniku sekularyzacji, w latach 20. XIX wieku kościół miał być rozebrany, lecz nie dokonano tego dzięki zabiegom ówczesnego proboszcza Jana Nepomucena Zolondka. Natomiast na mocy postanowień z 1811 roku kościół dominikański (ta nazwa jest używana do dziś) był przeznaczony do odprawiania nabożeństw w języku polskim.
Podczas II wojny światowej w 1945 roku, w wyniku pożaru spalił się dach i ołtarz główny, mocno ucierpiało również sklepienie w prezbiterium. Odbudowa kościoła odbyła się w latach 1945-1947.

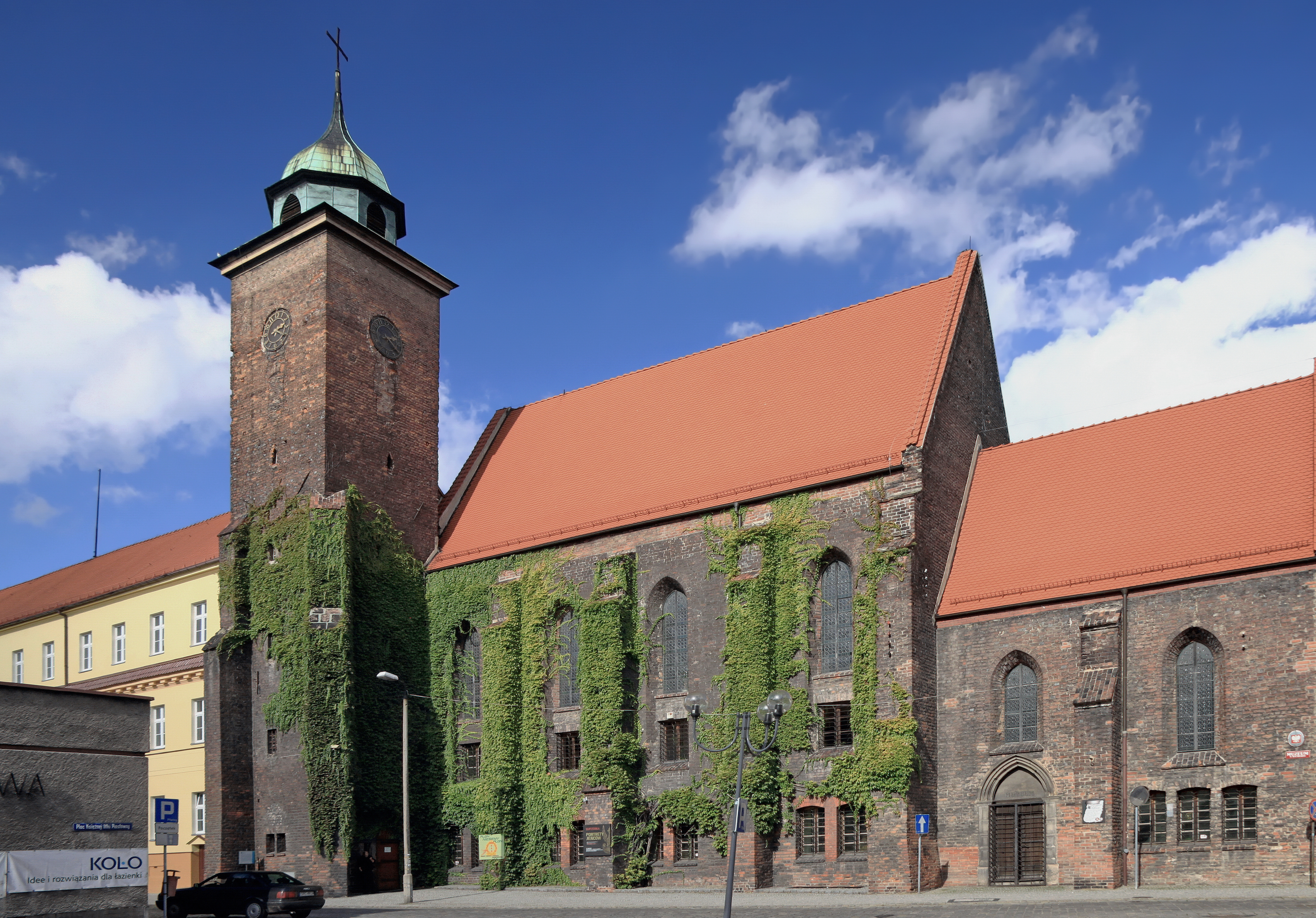
kościół pw. Świętego Ducha

## Kościół pw. Ducha Świętego
Kościół pw. Ducha Świętego – były kościół i klasztor sióstr zakonnych – Dominikanek, konsekracji dokonał biskup Nanker w 1335 roku, sekularyzacji natomiast dokonano w 1810 roku, przy czym klasztor przekształcono na Królewsko-Ewangelickie Gimnazjum (obecnie Zespół Szkół Ekonomicznych), a kościół do początku XX wieku przekształcono na kościół ewangelicki, a następnie na muzeum miejskie.